# Tropidonophis mcdowelli
Tropidonophis mcdowelli är en ormart som beskrevs av Malnate och Underwood 1988. Tropidonophis mcdowelli ingår i släktet Tropidonophis och familjen snokar. Inga underarter finns listade i Catalogue of Life.
Denna orm förekommer med flera från varandra skilda populationer på Nya Guinea. Arten lever i kulliga områden och i bergstrakter mellan 550 och 1900 meter över havet. Den vistas i regnskogar, i träskmarker och i andra områden nära vattendrag. Födan utgörs av groddjur. Honor lägger ägg.
För beståndet är inga hot kända. IUCN listar arten som livskraftig (LC).